# Li Ling (tyczkarka)
Li Ling (chiń. 李玲; pinyin Lǐ Líng; ur. 6 lipca 1989 w Puyang prowincji Henan) – chińska lekkoatletka, specjalizująca się w skoku o tyczce.
W 2006 podczas mistrzostw świata juniorów w Pekinie Li była najlepsza w swojej grupie eliminacyjnej nie notując żadnej zrzutki. W finale Chinka nie zaliczyła już pierwszej wysokości. Dwa lata później nie przeszła eliminacji podczas pekińskich igrzysk olimpijskich (27. miejsce). W 2009 reprezentowała Chiny na mistrzostwach świata w Berlinie, 18. lokata w kwalifikacjach nie dała jej awansu do rundy finałowej. W tym samym roku zdobyła złoty medal rozegranych w Hanoi halowych igrzysk azjatyckich ustanawiając nowy rekord tej imprezy 4,45 m. Srebrna medalistka igrzysk azjatyckich (Kanton 2010). W 2011 zajęła 29. miejsce w eliminacjach i nie awansowała do finału podczas mistrzostw świata w Daegu, a w 2012 ustanawiając halowy rekord kontynentu zdobyła złoto halowych mistrzostw Azji. Złota medalistka mistrzostw Azji w Pune (2013). W tym samym roku zajęła 11. miejsce na mistrzostwach świata w Moskwie. W 2014 reprezentując Azję i Oceanię zajęła pierwsze miejsce w rozgrywanym w ramach Pucharu Interkontynentalnego konkursie skoku o tyczce. Wielokrotna mistrzyni kraju.

## Rezultaty
| Rok  | Impreza                     | Miejsce        | Pozycja           | Wynik |
| ---- | --------------------------- | -------------- | ----------------- | ----- |
| 2006 | Mistrzostwa świata juniorów | Pekin          | –                 | NH    |
| 2007 | Mistrzostwa Azji            | Amman          | –                 | NH    |
| 2008 | Igrzyska olimpijskie        | Pekin          | el. – 27. miejsce | 4,15  |
| 2009 | Uniwersjada                 | Belgrad        | 6. miejsce        | 4,30  |
| 2009 | Mistrzostwa świata          | Berlin         | el. – 18. miejsce | 4,40  |
| 2009 | Halowe igrzyska azjatyckie  | Hanoi          | 1. miejsce        | 4,45  |
| 2009 | Igrzyska Azji Wschodniej    | Hongkong       | 2. miejsce        | 4,05  |
| 2010 | Halowe mistrzostwa świata   | Doha           | el. – 16. miejsce | 4,20  |
| 2010 | Igrzyska azjatyckie         | Kanton         | 2. miejsce        | 4,30  |
| 2011 | Mistrzostwa Azji            | Kobe           | 2. miejsce        | 4,30  |
| 2011 | Uniwersjada                 | Shenzhen       | el. –             | NH    |
| 2011 | Mistrzostwa świata          | Daegu          | el. – 29. miejsce | 4,25  |
| 2012 | Halowe mistrzostwa Azji     | Hangzhou       | 1. miejsce        | 4,50  |
| 2012 | Igrzyska olimpijskie        | Londyn         | el. – 29. miejsce | 4,25  |
| 2013 | Mistrzostwa Azji            | Pune           | 1. miejsce        | 4,54  |
| 2013 | Mistrzostwa świata          | Moskwa         | 11. miejsce       | 4,45  |
| 2014 | Puchar interkontynentalny   | Marrakesz      | 1. miejsce        | 4,55  |
| 2014 | Igrzyska azjatyckie         | Inczon         | 1. miejsce        | 4,35  |
| 2015 | Mistrzostwa Azji            | Wuhan          | 1. miejsce        | 4,66  |
| 2015 | Uniwersjada                 | Gwangju        | 1. miejsce        | 4,45  |
| 2015 | Mistrzostwa świata          | Pekin          | 9. miejsce        | 4,60  |
| 2016 | Halowe mistrzostwa Azji     | Doha           | 1. miejsce        | 4,70  |
| 2016 | Igrzyska olimpijskie        | Rio de Janeiro | el. – 16. miejsce | 4,55  |
| 2017 | Mistrzostwa Azji            | Bhubaneswar    | 2. miejsce        | 4,20  |
| 2018 | Igrzyska azjatyckie         | Dżakarta       | 1. miejsce        | 4,60  |
| 2019 | Mistrzostwa Azji            | Doha           | 1. miejsce        | 4,61  |
| 2019 | Mistrzostwa świata          | Doha           | 13. miejsce       | 4,50  |
| 2021 | Igrzyska olimpijskie        | Tokio          | el. –             | NH    |
| 2022 | Mistrzostwa świata          | Eugene         | 6. miejsce        | 4,60  |
| 2023 | Mistrzostwa Azji            | Bangkok        | 1. miejsce        | 4,66  |
| 2023 | Mistrzostwa świata          | Budapeszt      | el. – 13. miejsce | 4,60  |
| 2023 | Igrzyska azjatyckie         | Hangzhou       | 1. miejsce        | 4,63  |
| 2024 | Halowe mistrzostwa Azji     | Teheran        | 1. miejsce        | 4,51  |
| 2024 | Halowe mistrzostwa świata   | Glasgow        | 11. miejsce       | 4,40  |

## Rekordy życiowe
- skok o tyczce (stadion) – 4,72 (2019) rekord Azji
- skok o tyczce (hala) – 4,70 (2016) halowy rekord Azji